# Rosenlew

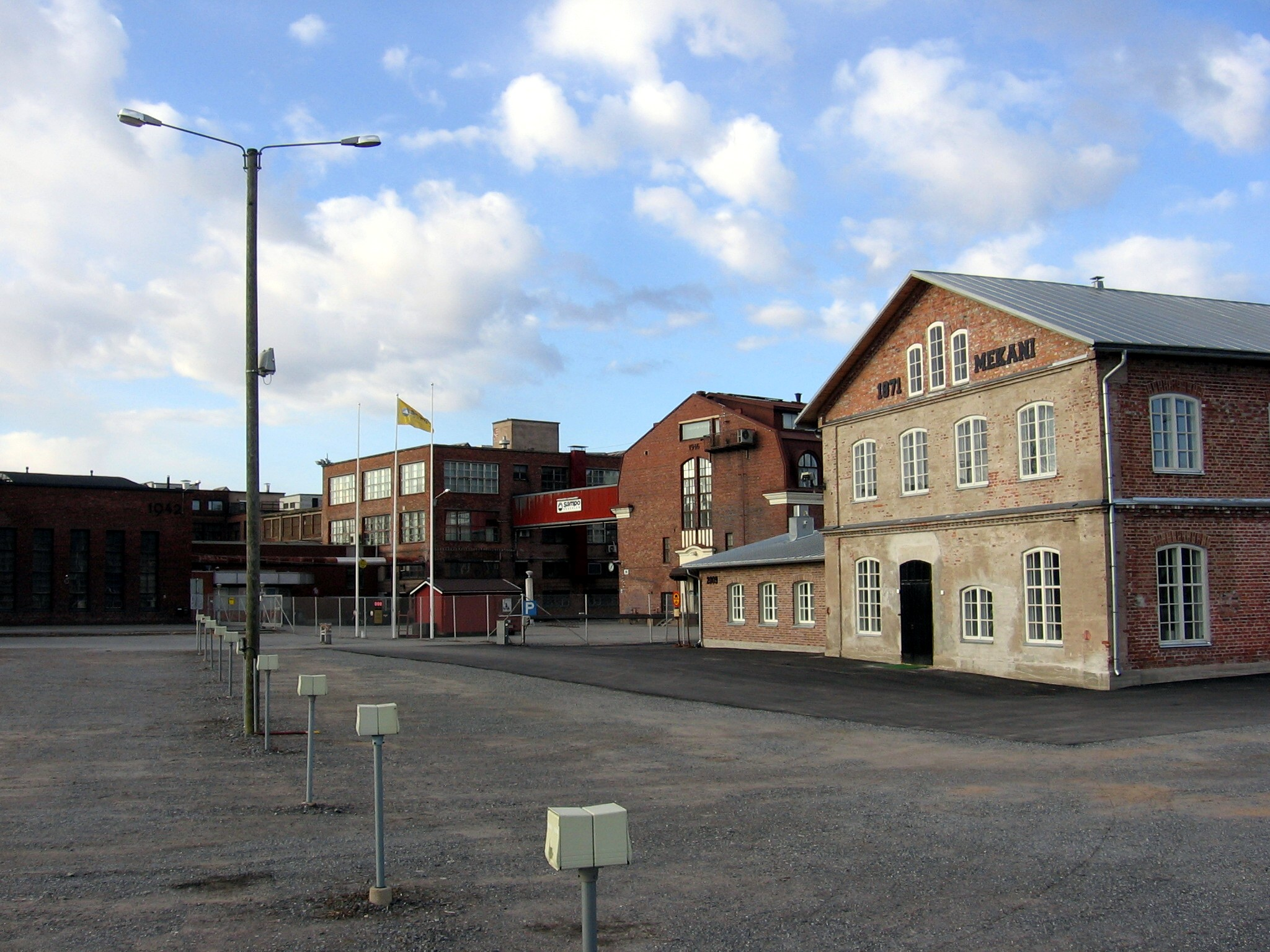
Rosenlews gamla industriområde i Björneborg.

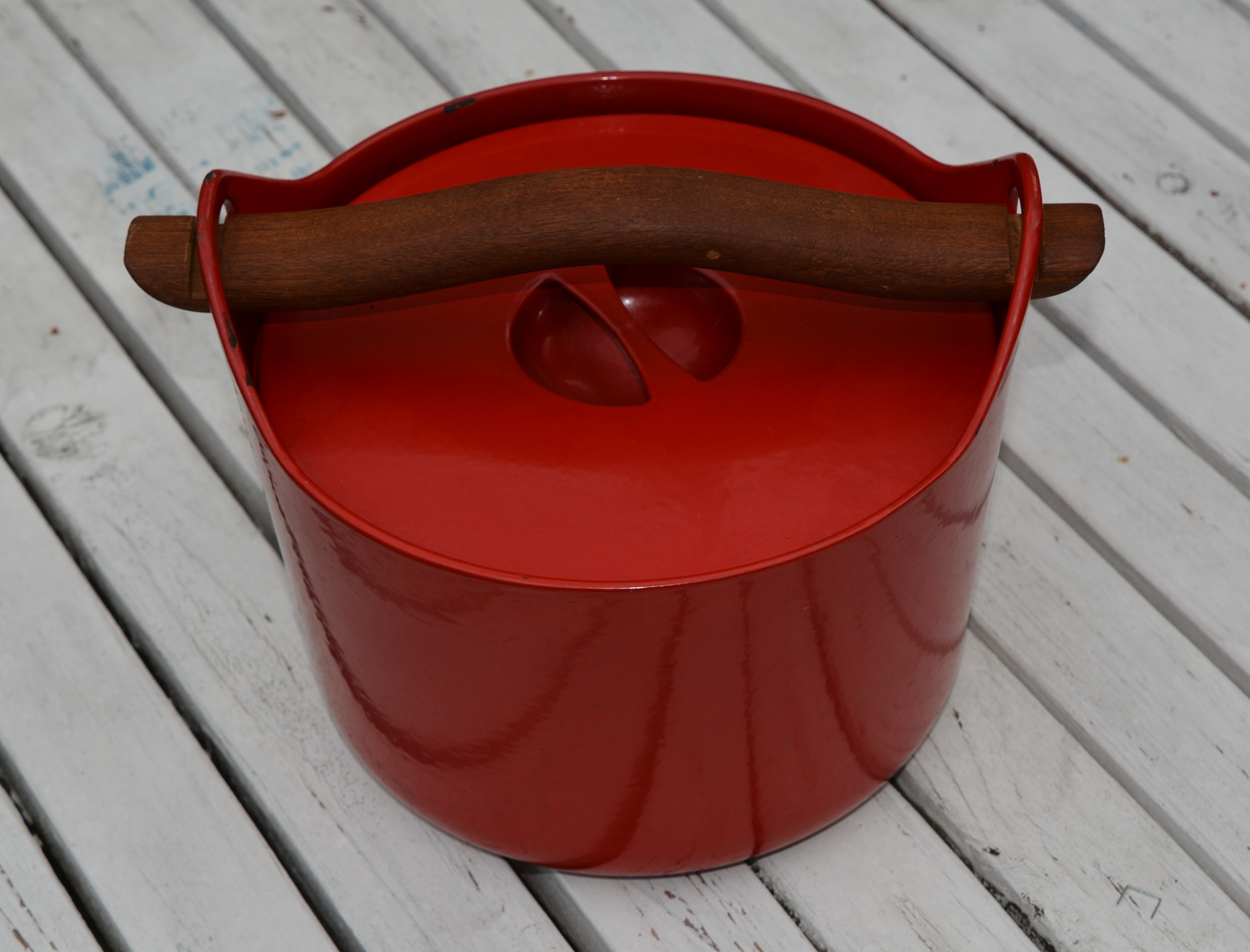
Emaljerad gryta från Rosenlew formgiven av Timo Sarpaneva.

Oy W. Rosenlew Ab var ett finländskt industriföretag, som grundades 1853 i Björneborg. Det ägdes av adelssläkten Rosenlew. Företaget köptes 1987 av Rauma-Repola Oy.

## Historik
Företaget grundades i Björneborg under namnet W. Rosenlew & Co 1853 av bröderna Wilhelm och Carl Rosenlew samt handlaren J. G. Holmberg. Efter 1862 helägdes det av familjen Rosenlew. 
År 1877 köptes Björneborgs Mekaniska Verkstad, som tillverkade bland annat skördetröskor och hushållsmaskiner, och senare råoljemotorn "Karhu".
Koncernen var ett av Finlands största industriföretag inom skogs-, metall- och förpackningsindustrin. Rosenlew ägde sågverk och massa- och pappersindustrianläggningar runt om i Finland. Vid bolagets verkstäder i Björneborg tillverkades olika produkter, allt från stekpannor till skördetröskor och båtar.
Oy W. Rosenlew Ab köptes av Rauma–Repola 1987, varefter en stor del av bolagets anläggningar såldes eller lades ned. Produktionen av skördetröskor såldes till ett nytt företag, Sampo-Rosenlew, och förpackningsindustrin såldes till tyska RKW Group. Vitvarutillverkningen köptes av svenska Electrolux, som stängde Björneborgs kylskåpsfabrik 1998. I dag är Rosenlew fortfarande ett varumärke som säljs i Finland av Electrolux.

## Rosenlewmuseet

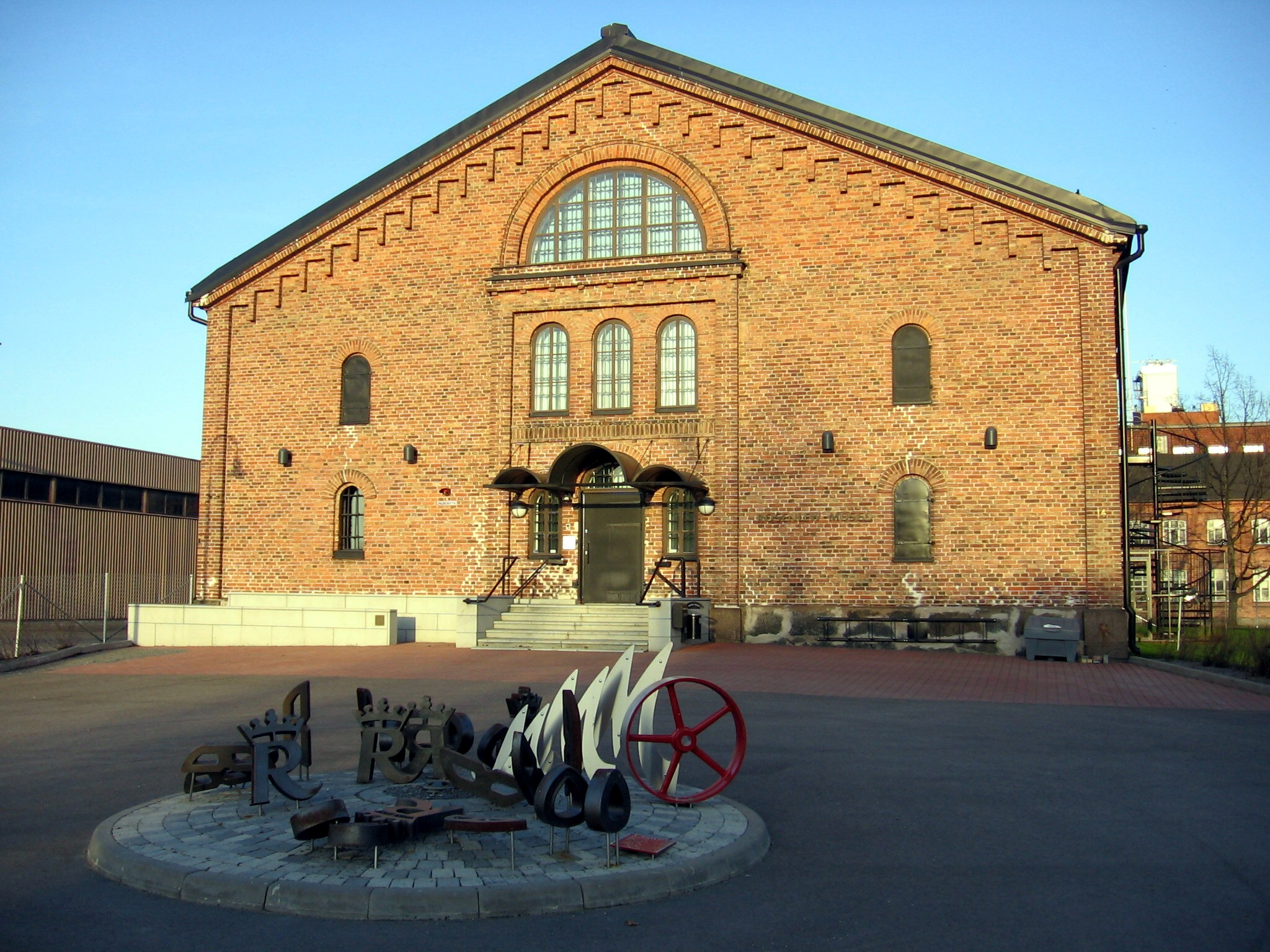
Rosenlewmuseet.

Rosenlewmuseet är ett fabriksmuseum som öppnade 2006 i Björneborg. Det är en del av Satakunda museum och är inhyst i en gammal magasinsbyggnad från 1860-talet. Magasinet är ritat av arkitekten Georg Theodor Chiewitz.